# Les Bavards

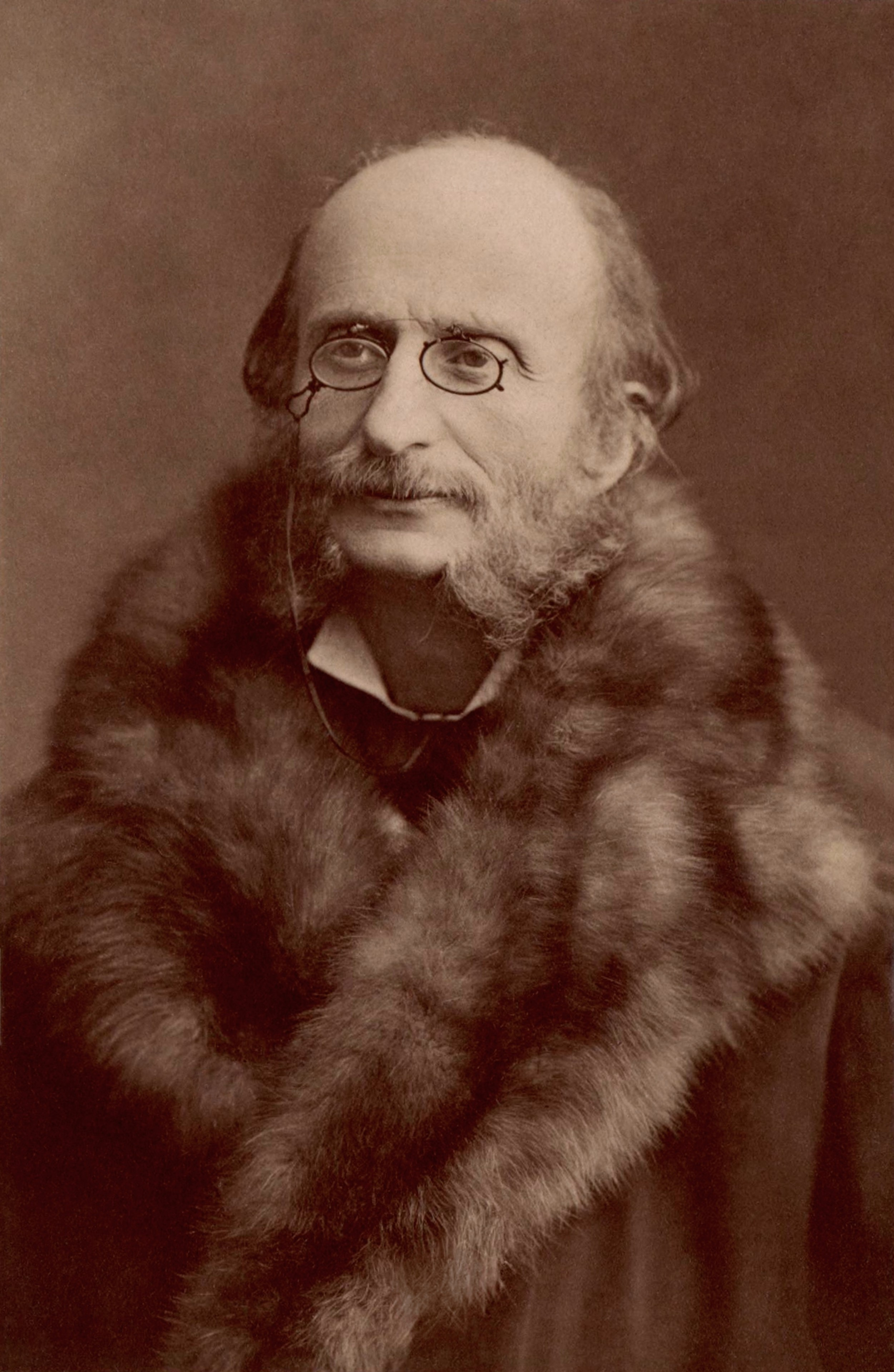
Jacques Offenbach

Les Bavards är en opéra bouffe, eller operett, i två akter med musik av Jacques Offenbach och libretto av Charles-Louis-Étienne Nuitter efter historien "Los dos habladores" av Miguel de Cervantes.

## Historia
Les Bavards var ursprungligen en enaktare med titeln Bavard et bavarde och som sådan framfördes den första gången på Kurtheater i Bad Ems den 11 juni 1862. I Wien fick den titeln Die Schwätzerin von Saragossa i november samma år. Den 20 februari 1863 uppfördes den i två akter på Théâtre des Bouffes-Parisiens i Paris med Delphine Ugalde som Roland, Thompson som Inès, Tostée som Béatrix och Étienne Pradeau som Sarmiento. Offenbach dirigerade själv sitt verk. Den uppgick i repertoaren på Opéra Comique i Paris den 3 maj 1924 dirigerad av Maurice Frigara och i regi av Albert Carré, med Germaine Gallois som Roland och Marguerite Roger som Béatrix.
1981 spelades den in av Sveriges Television (som Pratkvarnen) med Britt Marie Aruhn och Enzo Florimo i huvudrollerna.

## Personer
| Roller                                  | Röststämma | Premiärbesättning Bad Ems 11 juni 1862 (Dirigent:) | Reviderad version Paris 20 februari 1863 (Dirigent: Jacques Offenbach) |
| --------------------------------------- | ---------- | -------------------------------------------------- | ---------------------------------------------------------------------- |
| Roland                                  | kontraalt  | Delphine Ugalde                                    | Delphine Ugalde                                                        |
| Sarmiento                               | bas        | Étienne Pradeau                                    | Étienne Pradeau                                                        |
| Béatrix, Sarmientos hustru              | sopran     | Lucille Tostée                                     | Lucille Tostée                                                         |
| Inès, deras niece                       | sopran     |                                                    | Thompson                                                               |
| Pedro, Sarmientos betjänt               | talroll    |                                                    | Luigi Walter                                                           |
| Cristobal, borgmästaren                 | bas        | Désiré                                             | Désiré                                                                 |
| Torribo, hans sekreterare               | tenor      |                                                    | Édouard                                                                |
| Catalinon, cigarrgrossist, kreditor     | sopran     |                                                    |                                                                        |
| Torbisco, en frisör, kreditor           | sopran     |                                                    |                                                                        |
| Bernadillo, en mulåsnedrivare, kreditor | sopran     |                                                    |                                                                        |
| Barocal, en skomakare, kreditor         | sopran     |                                                    |                                                                        |
| Kör: kreditorer och grannar             |            |                                                    |                                                                        |

## Handling
Tid: 1600-talet
Plats: Zaragoza

### Akt 1
Roland, en fattig ung poet, försöker fly från sina fordringsägare. Han hamnar utanför Sarmientos hus. I huset bor Sarmientos niece Inès, som han har förälskat sig i. Sarmiento är en rik man som mest räknar sina pengar och oroar sig för sin pratsjuka hustru Béatrix. När Sarmiento går ut möter han sin hustru på ingående. Hon pratat oupphörligen om sina goda sidor och går sedan ut, fortfarande pratande. En annan pratkvarn tittar förbi, det är borgmästaren Cristobal som hyser medlidande med Sarmiento.
När Sarmiento är på väg att gå in dyker Roland upp från sitt gömställe och beslutar dra nytta av situationen. Han börjar en lång recitation om sina kval och i en efterföljande duetten går han med på får tyst på Béatrix (i hopp om att få vara nära sin älskade Inès). Sarmiento ber honom att komma på middag när han har fått tag i bättre kläder; då Rolands kreditorer dyker upp på nytt rusar han iväg och tar Sarmiento med sig. Kreditorerna rusar efter medan Cristobal och Torribio bevakar ytterdörren. Sarmiento och Roland, nu äntligen finklädd, återvänder och går in i huset.

### Akt 2
Béatrix beklagar sig. Medan hon och Inès förbereder middagen kommer Sarmiento in med Roland och den unge mannen presenteras för kvinnorna. Roland börjar genast prata och Béatrix tappar fattnignen. Till och med när de sitter till bords fortsätter Roland att ideligen babbla på utan paus. Sarmiento berättar för Béatrix att Roland ska stanna i sju år. Cristobal och Torribio kommer in. De får felaktig information av Roland angående hans "affärer" och männen lämnar huset med Sarmiento i stället. För att få Béatrix tillåtelse att få gifta sig med Inès avslöjar Roland för Béatrix vad han och Sarmiento kommit överens om. För att hämnas på maken låtsas Béatrix att hon har flirtat med Roland. Sarmiento blir först svartsjuk men får sedan veta att personen som Roland flirtat med är Inès. Borgmästaren och kreditorerna anländer med ett meddelande från Roland att Sarmiento ska betala alla hans skulder. Sarmiento tvingas gå med på detta och ger giftermålet sin välsignelse

## Musiknummer

### Akt I
| Nr | Titel                | Sång                                     | Uttolkare           |
| -- | -------------------- | ---------------------------------------- | ------------------- |
| 1a | Introductions, Chœur | Cherchons, cherchons bien                |                     |
| 1b | Scène                | Vit-on jamais par tous les diables       |                     |
| 2  | Romance              | Sans aimer, ah! peut-on vivre            | Roland              |
| 3a | Couplets             | Ce sont d'étranges personnages           | Inès                |
| 3b | Duetto               | Et maintenant il faut que je vous quitte | Roland, Inès        |
| 4  | Air                  | C'est bien reconnu                       | Béatrice            |
| 5  | Chanson              | Partout on chercherait en vain           | Cristobal, Torribo  |
| 6  | Duo bouffe           | Quel bavard insupportable                | Roland, Sarmiento   |
| 7a | Chœur                | Seigneur alcade                          |                     |
| 7b | Scène                | La paix, la paix                         |                     |
| 7c | Couplets             | C'est moi qui le rase                    | Catalinon, Torbisco |
| 7d | Ensemble             | Vous nous avez bien entendus             |                     |
| 7e | Chœur                | Mes amis, faisons diligence              |                     |

### Akt II
| Nr  | Titel         | Sång                             | Uttolkare                         |
| --- | ------------- | -------------------------------- | --------------------------------- |
| 8   | Introductions |                                  |                                   |
| 9   | Couplets      | Ouf! Quel métier                 | Béatrice                          |
| 10a | Quatuor       | A table, à table                 | Béatrice, Inès, Roland, Sarmiento |
| 10b | Chanson       | C'est l'Espagne qui nous donne   | Béatrice, Inès, Roland, Sarmiento |
| 10c | Causerie      | Ah! Quel repas                   | Roland, Béatrice                  |
| 10d | Ensemble      | J'etouffe de colère              | Béatrice, Inès, Roland, Sarmiento |
| 11  | Trio          | Taisons nous, pas un mot         | Béatrice, Inès, Roland            |
| 12  | Ensemble      | Vos factures, cher seigneur      | Tous                              |
| 13  | Final         | Il est un bruit plus doux encore | Tous                              |